# Ottavio Cagiano de Azevedo
Ottavio Cagiano de Azevedo (7 de novembro de 1845 - 11 de julho de 1927) foi um cardeal italiano da Igreja Católica Romana. Ele serviu como Prefeito da Sagrada Congregação para os Religiosos de 1913 a 1915, e foi elevado ao cardinalato em 1905.

## Biografia
Ottavio Cagiano de Azevedo nasceu em Frosinone e detinha o título de conde; ele era sobrinho do cardeal Antonio Cagiano de Azevedo. Estudou no seminário em Grottaferrata , e foi ordenado ao sacerdócio em setembro de 1868. Cagiano, em seguida, fez pastoral trabalho em Roma até 1874, o mesmo ano em que foi feito um cânone da Basílica da Libéria em 1 de Abril. Mais tarde, tornou-se um abreviattore de parco maggiore em 1 de janeiro de 1876, protonotário apostólico ad instar participantium em 9 de abril de 1880 e cânone da Basílica de São Pedro em 3 de dezembro de 1886.
Em 31 de dezembro de 1891, Cagiano foi nomeado Mestre da Câmara Pontifícia pelo Papa Leão XIII e depois pelo Pontífice Papal em 29 de maio de 1901. Foi elevado ao posto de cardeal sem nunca ter recebido uma ordenação episcopal, foi criado o Cardeal Diácono de Santi Cosma e Damiano por Papa Pio X no consistório de 11 de dezembro de 1905.
Depois de se tornar Visitador Apostólico do Hospício de Catecúmenos em 17 de janeiro de 1911, Cagiano foi nomeado Pro - Prefeito da Sagrada Congregação para os Religiosos em 12 de junho de 1913, tornando - se prefeito completo no dia 31 de outubro seguinte. Ele foi feito Protetor da Ordem dos Servos de Maria em 10 de março de 1914 e, em seguida, participou do conclave de 1914 , que selecionou o Papa Bento XV. Durante o conclave, Cagiano supostamente serviu como escrutinador no último dia de votação com os Cardeais Bartolomeo Bacilieri e Rafael Merry del Val.
Em 6 de dezembro de 1915, ele foi nomeado chanceler da Santa Igreja Romana, permanecendo nesse posto até sua morte. Cagiano, depois de dez anos como Cardeal Diácono, optou pela ordem dos Cardeais Sacerdotes e foi designado para a igreja titular de San Lorenzo em Damaso no consistório da mesma data. Ele também foi um dos cardeais eleitores no conclave de 1922, que resultou na eleição do Papa Pio XI.
Além de ser nomeado Grande Oficial da Ordem da Coroa do Sião, foi nomeado Grã-Cruz da Ordem de Franz Joseph da Áustria, da Ordem de Isabella, a Católica da Espanha, e da Ordem Civil da Toscana. Ele também foi nomeado um comandante com placa da Ordem da Águia Vermelha da Prússia e um oficial da Legião de Honra.
Cardeal Cagiano morreu em Anzio, aos 81 anos. Ele está enterrado no túmulo da Ordem dos Servos de Maria no cemitério Campo Verano.